# Vlaška (Trebinje)

Mapa de Bosnia y Herzegovina; Vlaška se sitúa al sur del territorio; y cerca de la frontera con Montenegro.

Municipalidad de Trebinje, al sureste de Herzegovina y a unos pocos kilómetros del mar Adriático.

Vlaška (en Idioma serbio cirílico: Влашка) es un poblado de Bosnia y Herzegovina, que está situado en la municipalidad de Trebinje, República Srpska. En el censo de 1991 tenía 13 habitantes, todos serbios.
Está situado en una zona históricamente muy conflictiva, por las tensiones raciales y sociales allí presentes.

## Enlaces externos

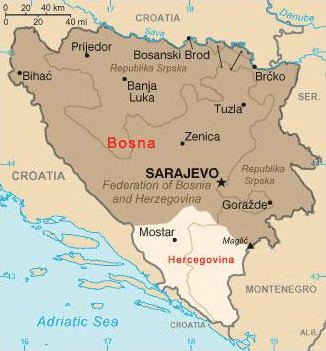
Límites entre Bosnia (zona oscura) y Herzegovina (zona clara).

Localización de la República Srpska en Bosnia y Herzegovina.